# Xyletinus confusus
Xyletinus confusus är en skalbaggsart som beskrevs av White 1977. Xyletinus confusus ingår i släktet Xyletinus och familjen trägnagare. Inga underarter finns listade i Catalogue of Life.